# Super Junior-T
I Super Junior-Trot (hangŭl: 슈퍼주니어-트로트), conosciuti ufficialmente come Super Junior-T (hangŭl: 슈퍼주니어-티) sono un gruppo musicale sudcoreano pop-trot, seconda sottounità ufficiale della maxi-boy band Super Junior. Formato da sei membri dei Super Junior (il leader Leeteuk, Heechul, Kang-in, Shindong, Sungmin ed Eunhyuk), è il primo gruppo di idol a portare alla ribalta il genere trot, la più antica forma di musica pop nata in Corea.
I Super Junior-T hanno pubblicato un unico album, ed il singolo di debutto Rokuko ha raggiunto la posizione 16 nella classifica di vendite del 2007 della Music Industry Association of Korea. A novembre del 2008, la boy band ha debuttato anche nell'industria musicale del vicino Giappone, riproponendo il medesimo singolo con cui avevano debuttato in patria cantato in lingua giapponese.

## Storia

### Pre-debutto
Notando la decadenza del genere musicale trot, il manager della SM Entertainment Lee Soo Man decise di ravvivarlo producendo una boy band che si specializzasse esclusivamente in tale genere. Appena tre mesi più tardi, il 25 novembre 2006, i Super Junior-T fecero il loro debutto ufficiale, cantando il singolo Don't Go Away nel programma televisivo KM Music Festival della rete M.Net insieme a Donghae dei Super Junior principali.

### 2007: Successo commerciale
All'inizio di febbraio dell'anno successivo, l'etichetta discografica SM Entertainment annunciò ufficialmente la creazione dei Super Junior-T come seconda sottounità ufficiale dei Super Junior, ed il 23 febbraio fu pubblicato il singolo ufficiale di debutto, Rokuko. Il 25 febbraio il gruppo cantò Rokuko e First Express nel programma musicale della SBS Popular Songs, esibendosi insieme alla cantante trot Bang Shilyi. Questa esibizione segnò anche la data del ritorno definitivo sulle scene di Heechul, che aveva subito un infortunio ad agosto del 2006 a causa di un incidente stradale.
Dopo soli tre giorni dalla pubblicazione, Rokuko raggiunse la prima posizione delle classifiche musicali. Due mesi più tardi, il singolo sfondò anche nelle classifiche musicali thailandesi, dove rimase per diverse settimane. Per la fine dell'anno, la canzone aveva venduto circa 46.000 copie, divenendo il bestseller coreano del 2007.
Due mesi più tardi Leeteuk, Shindong ed Eunhyuk furono coinvolti in un incidente stradale, che costrinse il gruppo a restare in pausa per altri due mesi. Fino alla ripresa delle attività a giugno dello stesso anno, tuttavia, il singolo Rokuko continuò a scalare le classifiche, e in televisione e radio continuarono ad essere trasmesse le esibizioni precedentemente registrate del gruppo, tra le quali la parodia Palace T.

### 2008: Tour e Giappone
Il 29 aprile 2008, fu annunciato che i Super Junior-T sarebbero tornati sulle scene più tardi lo stesso anno pubblicando un secondo singolo. Tuttavia, a causa del debutto di una quarta sottounità dei Super Junior principali, i Super Junior-Happy, le attività dei Super Junior-T furono temporaneamente messe in pausa. Aspettando la pubblicazione di un album studio non ancora avvenuta, il gruppo nel frattempo è apparso come sottounità nel tour di concerti dei Super Junior principali Super Show. L'ultima apparizione dei Super Junior-T prima del debutto dei Super Junior-Happy è avvenuta il 17 maggio 2008, per un'esibizione come apertura del sesto Korean Music Festival a Los Angeles, California.
Il 5 novembre 2008, i Super Junior-T pubblicarono in Giappone il singolo ROCK&GO, remake in lingua giapponese di Rokuko. Presentando il progetto alla coppia comica giapponese Moeyan, che combinano musica e comicità, i Super Junior-T hanno dato avvio ad una collaborazione che ha segnato la loro entrata nel mercato musicale del paese del sol levante, oltre che il debutto degli stessi Moeyan come cantanti a tutti gli effetti. Il singolo ha debuttato nella posizione 19 della Classifica Giornaliera Oricon, saltando direttamente in seconda posizione tre giorni più tardi. I Super Junior-T ed i Moeyan hanno tenuto due mini concerti lo stesso giorno della pubblicazione del singolo, esibendosi alla C.C. Lemon Hall di Tokyo.

## Stile musicale
Il genere musicale dei Super Junior-T è uno stile distintivo di trot, la più antica forma autoctona sudcoreana di musica pop. Tale genere è stato il progenitore del K-pop (come avvenuto tra shidaiqu e mandopop, oppure tra enka e j-pop), ed ha anche influenzato il genere rap coreano che nel gruppo viene interpretato da Shindong, Eunhyuk e qualche volta da Heechul. L'obiettivo dei Super Junior-T è quello di evitare la scomparsa del genere dall'attuale industria musicale nazionale, e di riportare lo stile tradizionale in auge soprattutto tra i giovani. L'emergere dei Super Junior-T, insieme a quello delle altre sottounità, fa parte di una strategia di mercato messa in atto dalla compagnia dei Super Junior, la SM Entertainment, organizzata per mostrare al pubblico che i 13 membri sono in grado di destreggiarsi tra generi musicali diversissimi e di accontentare larghissime fasce di fan, in modo da vendere ovviamente molti più dischi.

## Immagine pubblica
Per quanto riguarda esibizioni oltre la musica, i Super Junior-T sono particolarmente conosciuti per l'interpretazione di alcune parodie. Una di questa è la mini serie televisiva Palace T, parodia comica del più famoso drama coreano Gung, trasmesso sul canale M.Net.
Grazie alla loro attiva partecipazione nel mondo della musica trot ed alle apparizioni televisive, il gruppo ha ottenuto l'attenzione di un pubblico più adulto rispetto a quello di ragazzine che seguono i Super Junior principalmente per l'aspetto fisico dei membri. I membri dei Super Junior-T hanno spiegato di voler cambiare la propria immagine di idol per ragazzine, e di voler ottenere fan che li riconoscano per la loro bravura e non per la bellezza.

## Discografia

### Singoli
| # | Title                | Release date     |
| - | -------------------- | ---------------- |
| 1 | Rokkugo              | 23 febbraio 2007 |
| 2 | ROCK&GO feat. Moeyan | 5 novembre 2008  |

## Filmografia

### Televisione
- 2007 – KM Idol World 아이돌 월드